# Dreiband-Weltmeisterschaft 1965

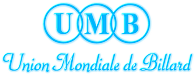
Logo UMB (ausrichtender Verband)

Veranstaltungsort: Hilversum

Die Dreiband-Weltmeisterschaft 1965 war das 20. Turnier in dieser Disziplin des Karambolagebillards und fand vom 12. bis 16. Mai 1965 in Hilversum statt. Es war die Weltmeisterschaft für die Spielsaison 1964/65. Bis jetzt war es das einzige Mal, dass zwei Dreiband-Weltmeisterschaften in einem Kalenderjahr stattfanden.

## Geschichte
Raymond Ceulemans sicherte sich den dritten WM-Titel im Dreiband souverän mit acht gewonnenen Partien. Erstmals nahm mit Kōya Ogata ein Asiate an der Dreiband-WM teil. Er belegte einen hervorragenden dritten Platz. Wenn er nicht zwei Partien (gegen Ceulemans und Scherz) äußerst knapp mit 60:59 verloren hätte, wäre vielleicht sogar die ganz große Sensation möglich gewesen.

## Modus
Gespielt wurde „Jeder gegen Jeden“ auf 60 Punkte.

## Abschlusstabelle

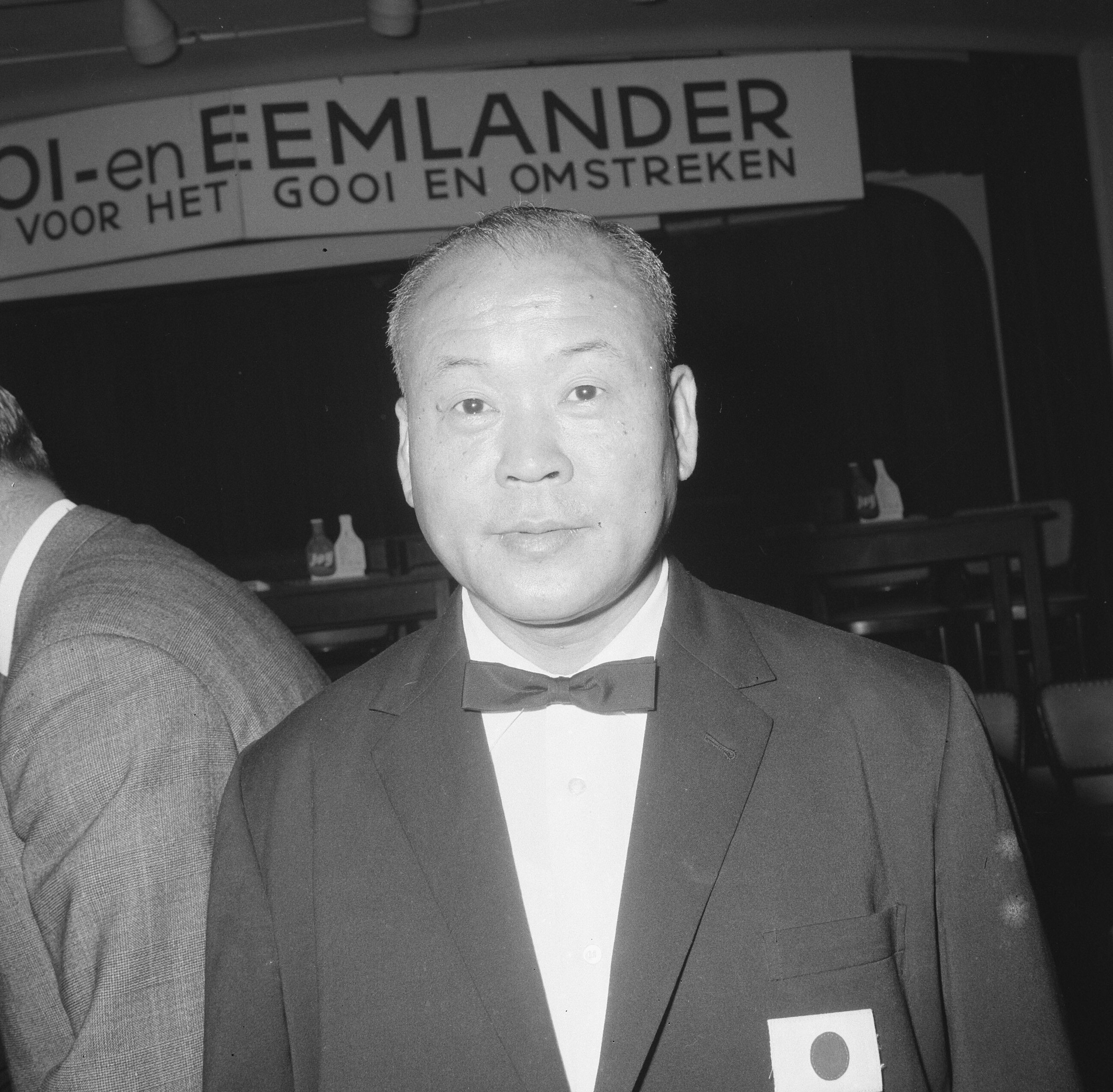
Koyo Ogata, der erste asiatische Teilnehmer bei Dreiband-Weltmeisterschaften

| MP    | Match Points (Sieger = 2; Unentschieden = 1; Verlierer = 0) |
| Pkte. | Erzielte Karambolagen                                       |
| Aufn. | Benötigte Versuche                                          |
| GD    | Generaldurchschnitt                                         |
| BED   | Bester Einzeldurchschnitt eines Spielers                    |
| HS    | Höchstserie                                                 |
|       | Bester GD des Turniers                                      |
|       | Bester ED des Turniers                                      |
|       | Beste HS des Turniers                                       |
|       | 1. Platz (Gold)                                             |
|       | 2. Platz (Silber)                                           |
|       | 3. Platz (Bronze)                                           |

| Platz                      | Name                | MP   | Pkte. | Aufn. | GD    | BED   | HS |
| -------------------------- | ------------------- | ---- | ----- | ----- | ----- | ----- | -- |
| 1                          | Raymond Ceulemans   | 16:0 | 480   | 372   | 1,290 | 1,818 | 12 |
| 2                          | Johann Scherz       | 12:4 | 460   | 399   | 1,152 | 1,666 | 12 |
| 3                          | Kōya Ogata          | 12:4 | 478   | 424   | 1,127 | 1,363 | 13 |
| 4                          | Henny de Ruijter    | 8:8  | 414   | 447   | 0,926 | 1,500 | 8  |
| 5                          | Roger Hanoun        | 8:8  | 381   | 432   | 0,881 | 1,132 | 10 |
| 6                          | Cees van Oosterhout | 6:10 | 416   | 445   | 0,934 | 1,016 | 9  |
| 7                          | Raymond Steylaerts  | 6:10 | 411   | 453   | 0,907 | 1,250 | 9  |
| 8                          | Galo Legarda        | 2:14 | 358   | 448   | 0,799 | 1,071 | 6  |
| 9                          | Francisco Munte     | 2:14 | 358   | 472   | 0,758 | 1,132 | 11 |
| Turnierdurchschnitt: 0,965 |                     |      |       |       |       |       |    |